# Eduard Krečmar
Eduard Krečmar (17. března 1942 Praha – 22. října 2023) byl český písňový textař a libretista, spoluzakladatel a zpěvák průkopnické české rock 'n' rollové skupiny Sputnici.
Po maturitě studoval na Vysoké škole ekonomické, toto studium ale nedokončil. Živil se tedy dál jako profesionální textař a libretista.

## Dílo
- recitál Listy důvěrné (společně s Pavlem Vrbou pro skupiny Golden Kids (Marta Kubišová, Helena Vondráčková a Václav Neckář) v Divadle Rokoko
- spolupráce s významnými českými zpěváky z oblasti pop music – například Karel Gott, Jitka Zelenková, Petr Novák, Miki Volek a další
- písňové texty pro hudební skupiny, mimo jiné i pro skupinu Olympic

### Spolupráce s hudebními skladateli
- Karel Svoboda
- Angelo Michajlov
- Ladislav Štaidl
- Václav Zahradník
- Zdeněk Barták (písně pro děti)
- Pavel Krejča
- Vašo Patejdl[2]

### Nejznámější texty
- Mýdlový princ
- Až na vrcholky hor
- Boty proti lásce
- Šťastná ústa
- Nebe, peklo, ráj
- Malinká
- Jen se hádej
- Když jsem bejval tramp
- Být stále mlád
- Když jdou na mužskýho léta
- Řeka slzí
- A náhle z dámy bývá tramp
- Hvězdičko blýskavá
- S láskou má svět naději

### Film a televize
- 1998 Princ egyptský
- 1997 Hercules
- 1997 Zdivočelá země (text písně Sen kovbojů)
- 1994 Lví král
- 1989 Muka obraznosti
- 1989 Malá mořská víla (titulky k české verzi)
- 1982 Doktor z vejminku (text písně Když jdou na mužskýho léta – zpívá Waldemar Matuška)
- 1974 Kvočny a Král
- 1973 Údolí krásných žab
- 1973 Zlatovláska (hudební pohádka Československé televize, společně s Angelo Michajlovem)
- 1971 Metráček
- 1970 Tvář pod maskou
- 1969 Proudy lásku odnesou
- 1968 Bylo čtvrt a bude půl
- 1968 Náhrdelník melancholie – Sedm písní Marty Kubišové
- 1955 Lady a tramp

### Divadlo
- Babylonská věž, Státní divadlo v Brně (uvedeno pod cizím jménem)
- Kocour v botách – původní muzikál R. Dubského, hudbu složil Jan Neckář
- Zasněžená romance, Hudební divadlo Karlín – swingový muzikál
- Sny z nového Yorku, Hudební divadlo Karlín – pokračování Zasněžené romance
- Klec bláznů – přebásnění textů
- Viktor – Viktorie – přebásnění textů
- Faustina – texty písní ve spolupráci se Zdeňkem Bartákem
- Pomáda – přebásnění textů

### Dabing
- české texty k některým kresleným filmům např.: Lví král, Pocahontas

## Funkce
- místopředseda Ochranného svazu autorského
- externí učitel na Konzervatoři Jaroslava Ježka, výuka psaní textů